# 克倫西號驅逐艦 (DD-134)
克倫西號驅逐艦（舷號DD-134），轉交予英國後更名為切爾西號，再轉交蘇聯時命名為勇猛號，是一艘美國海軍建造的驅逐艦，為維克斯級驅逐艦的60號艦。她是美軍第一艘以克倫西為名的軍艦，以紀念美國海軍部長班傑明·克倫西（Benjamin Williams Crowninshield）。
克倫西號在1918年於巴斯鋼鐵廠開始建造，動工數日後第一次世界大戰便告結束。1919年克倫西號下水服役，在大西洋執勤數年，便於1922年退役封存。1930年克倫西號重返現役，留在太平洋的戰鬥部隊，於1937年再次退役。第二次世界大戰爆發後，克倫西號重新服役，並在1940年按租借法案轉交英國皇家海軍，更名為切爾西號。此後切爾西號主要負責護航商船，並曾轉到皇家加拿大海軍名下。1944年切爾西號退役除籍，轉手予蘇聯海軍，更名為勇猛號。蘇聯於1949年將熾熱號送返英國拆解。